# Régiment de Rouergue
Le régiment de Montpeyroux devenu régiment de Rouergue est un régiment d’infanterie du royaume de France créé en 1667.

## Homonymie
Un régiment de cavalerie nommé régiment de Montpeyroux, sans rapport avec le précédent, est créé en 1688. Il combat dans la guerre de la Ligue d'Augsbourg et celle de Succession d'Espagne. Il est réformé en 1714 et fondu dans le régiment d'Orléans cavalerie.

## Création et différentes dénominations
- 20 novembre 1667 : création du régiment de Montpeyroux
- 1671 : renommé régiment de Rouergue, au nom de cette province
- 1791 : renommé 58e régiment d’infanterie de ligne
- 15 janvier 1794 : le 2e bataillon est amalgamé dans la 116e demi-brigade de première formation
- le 1er bataillon n'est pas amalgamé

## Équipement

### Drapeaux
3 drapeaux, dont un blanc colonel, et 2 d’ordonnance, « tous verts, & une lozange rouge au milieu des quarrez, & croix blanches ».

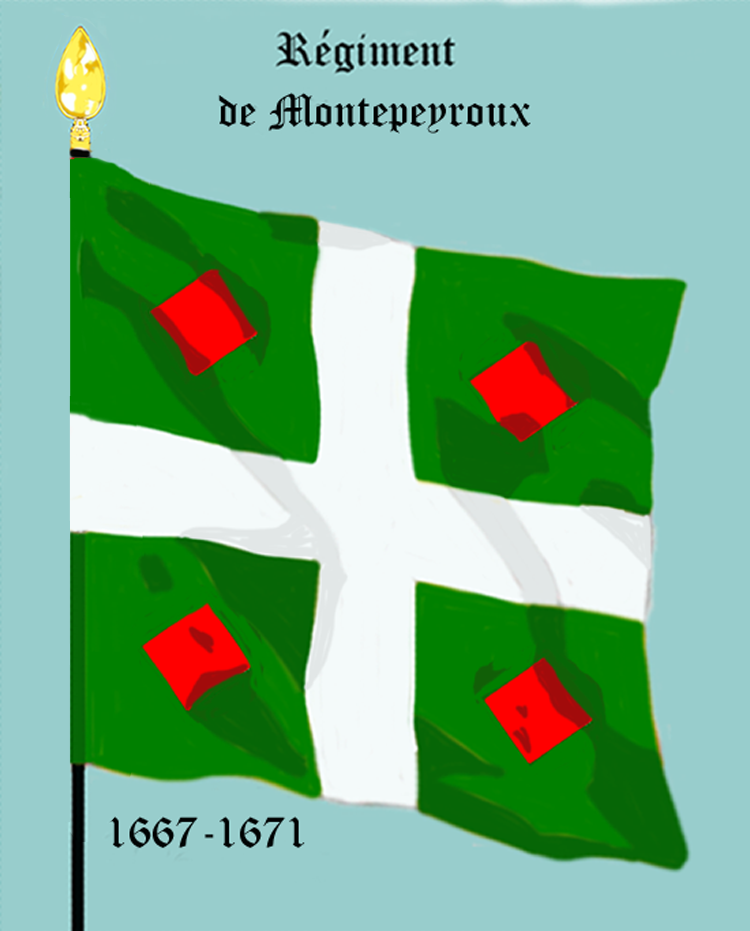
régiment de Montpeyroux de 1667 à 1671
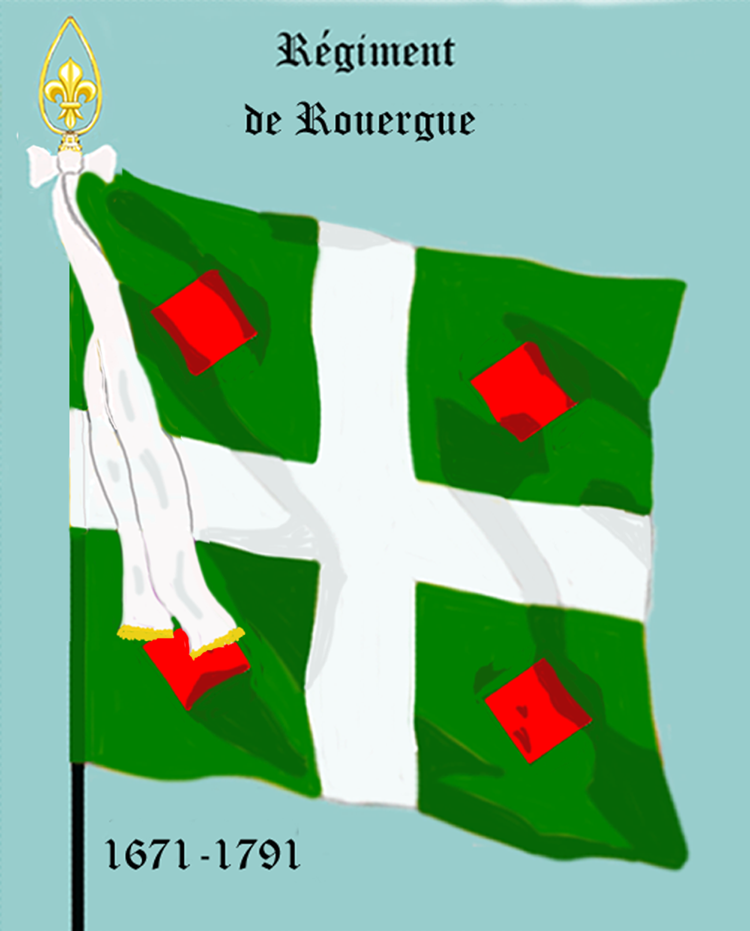
régiment de Rouergue de 1667 à 1791

### Habillement

Uniformes
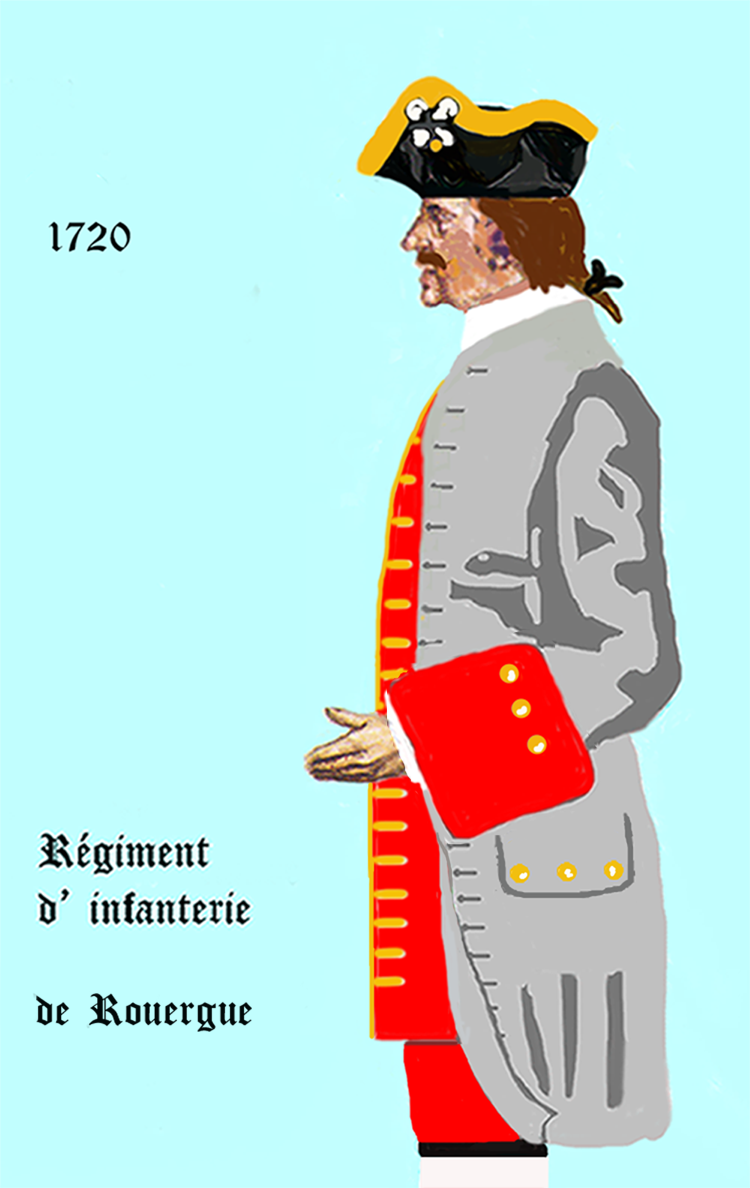
régiment de Rouergue de 1720 à 1734
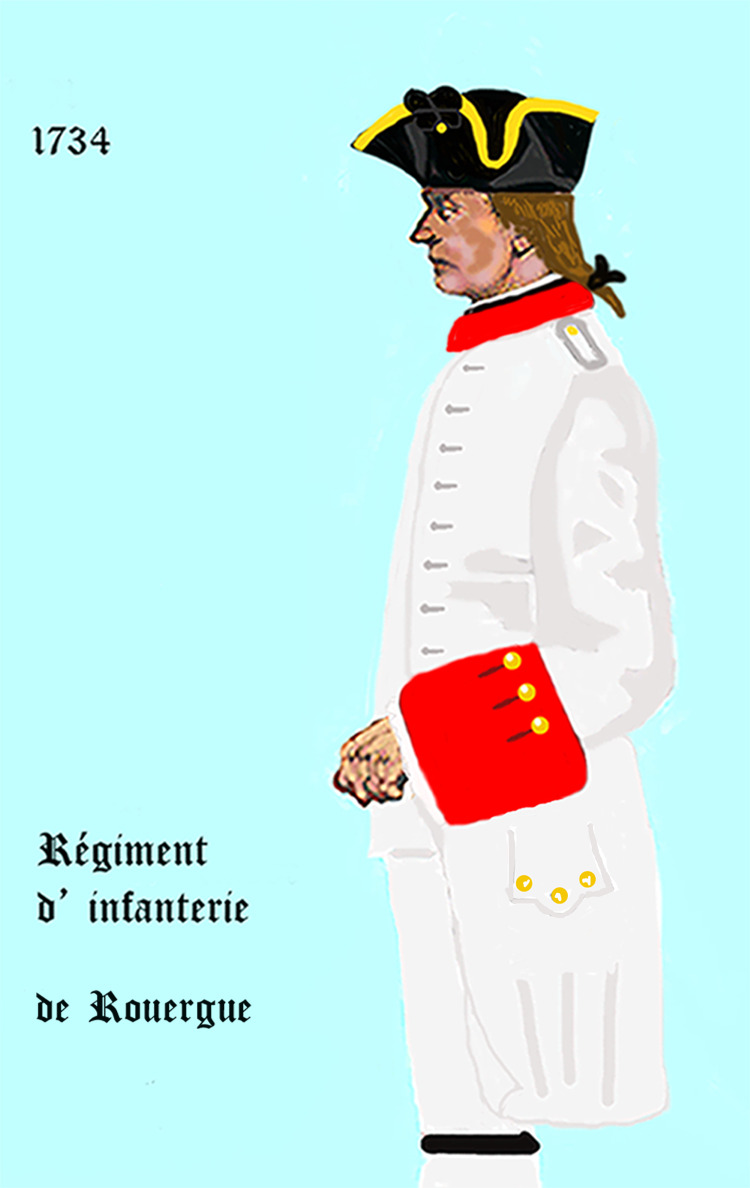
régiment de Rouergue de 1734 à 1762
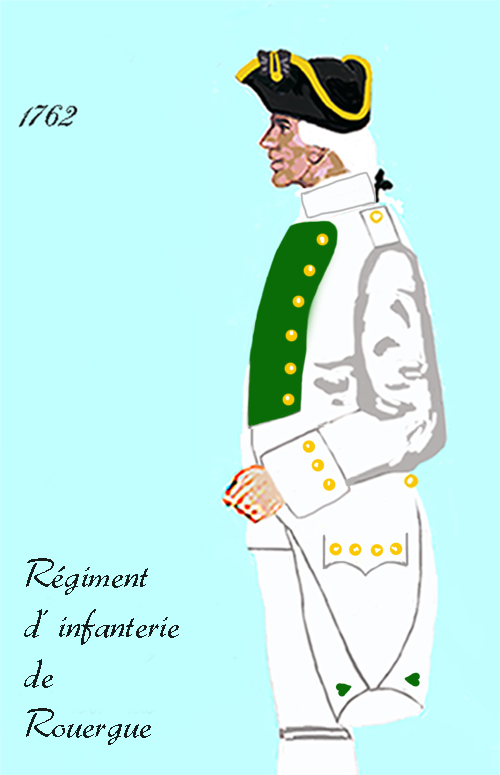
régiment de Rouergue de 1762 à 1776
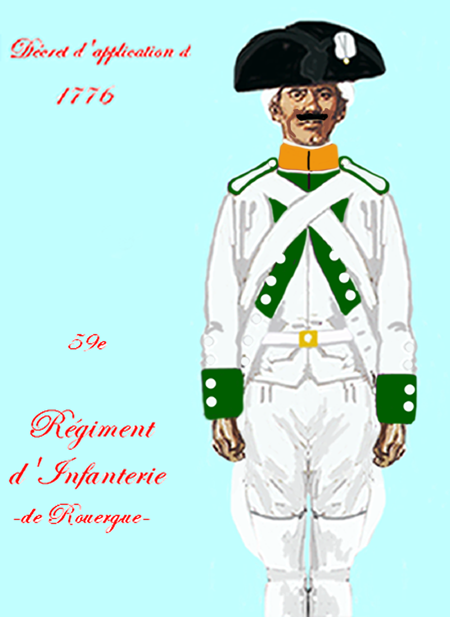
régiment de Rouergue de 1776 à 1779

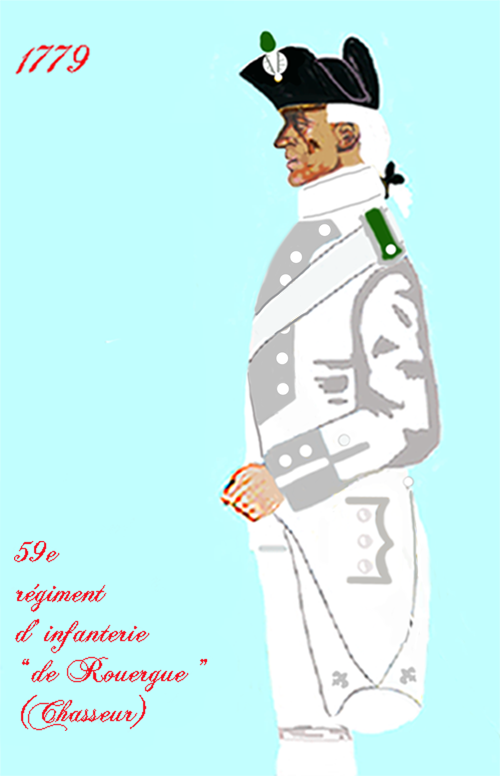
régiment de Rouergue de 1779 à 1791
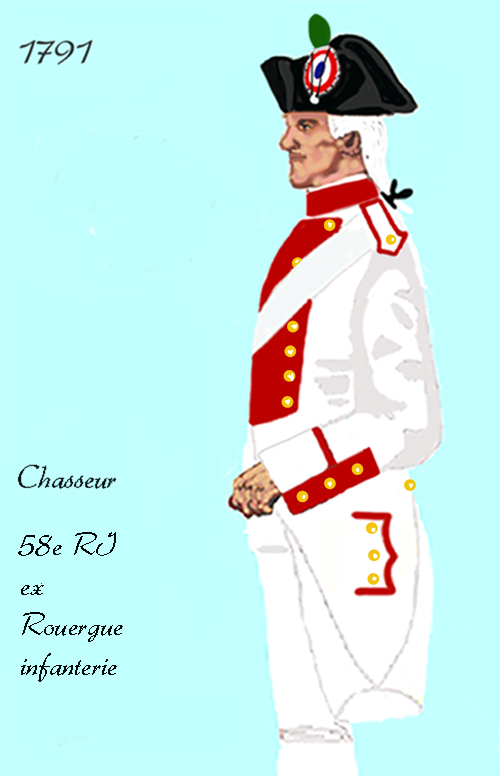
58e régiment d’infanterie de ligne de 1791 à 1797
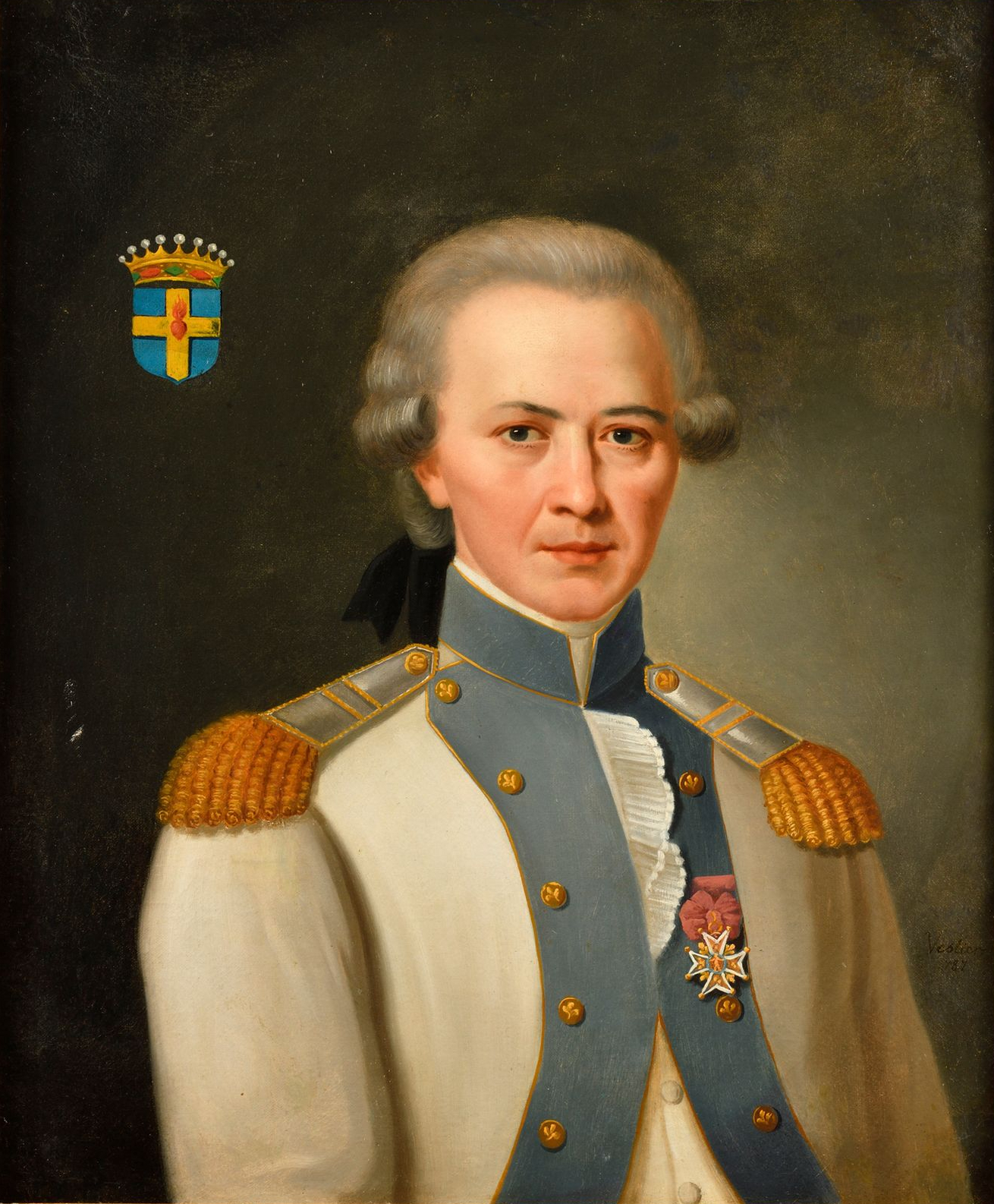
Jean François Paguelle du Jard (1722-1787), capitaine au régiment de Rouergue, portant la croix de Saint-Louis

## Historique

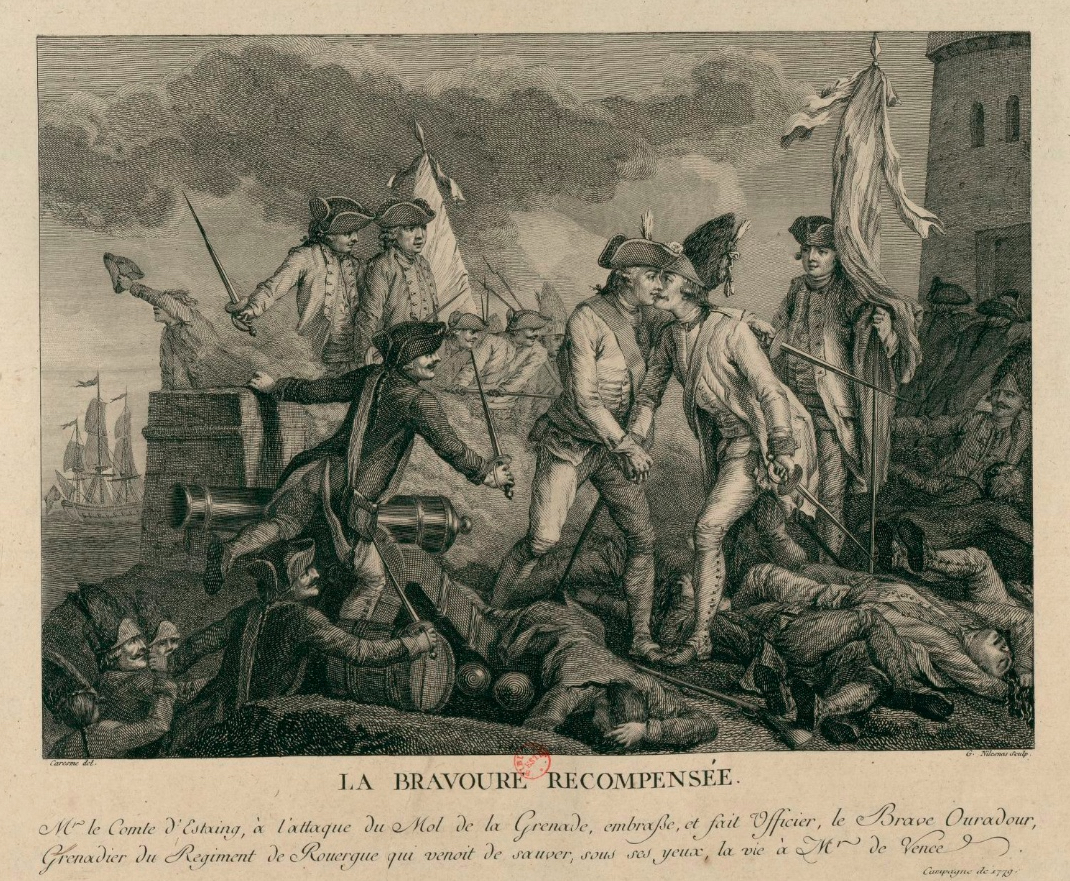
La bravoure récompensée, épisode de l’attaque du môle de la Grenade en 1779 : le comte d'Estaing fait officier le grenadier Ouradour du régiment de Rouergue qui venait de sauver la vie de Monsieur de Vence.

### Colonels et mestres de camp
- 20 novembre 1667 : Henri de Grégoire des Gardies, comte de Montpeyroux, brigadier le 24 février 1676, † novembre 1678
- 28 novembre 1678 : Guy Henri de Bourbon, marquis de Malause, brigadier le 24 août 1688, † 18 août 1706
- 30 avril 1692 : Philippe de Montboissier-Beaufort, marquis de Canillac
- 17 novembre 1704 : N. de Rigollet
- 21 juillet 1706 : Louis Athanase de Pechpeyrou  Comminges, comte de Guitaut
- 6 mars 1719 : N. de La Baume, marquis de Montrevel de Ris
- 20 avril 1722 : Frédéric Eugène de La Baume, comte de Montrevel, brigadier le 1er août 1734, † 5 avril 1735
- 11 mai 1735 : Pierre Hyacinthe Le Gendre, chevalier, puis marquis de Berville
- 1er janvier 1748 : Charles Théodat, comte d’Estaing
- 27 mai 1757 : Jean-Baptiste Martin Hérault, marquis de Séchelles
- 21 septembre  1759 : Charles François Ferdinand, marquis de Champagne-Chapton
- 20 février 1761 : Charles Louis Texier, comte d’Hautefeuille
- 5 juin 1763 : Antoine Joseph François des Lacs du Bousquet, chevalier Arcambal
- 10 août 1769 : Adam Philippe, vicomte de Custine
- 1er janvier 1784 : Armand François, marquis de La Tour du Pin-Montauban
- 10 mars 1788 : Anne Edmé Alexandre de Toulongeon, comte de Toulongeon
- 25 juillet 1791 : Jean Alexandre Durand de La Roque, colonel
- 27 mai 1792 : François de Fée

### Campagnes et batailles
- 1669 : secours des Vénitiens au siège de Candie[3]
- Guerre de Hollande :
  - 1673 : campagne d'Allemagne[3]
  - 1674 : campagne de Flandre, bataille de Seneffe[3]
  - 1674-1675 : campagne du Rhin, batailles d’Entzheim, Mulhouse, Turckheim, combats d'Altenheim, Saverne, Haguenau[4]
  - 1677 : bataille de Kokersberg, prise de Fribourg dont la garde lui est confiée, combat de Schönau[5]
  - 1678 : combat d'Alpirsbach, prise de Kehl, blocus de Strasbourg, prise de Lichtenberg[5]
  - 1679 : combat de Minden[5]
- 1684 : guerre des Réunions, siège de Luxembourg[6]
- Guerre de la Ligue d'Augsbourg :
  - 1688 : siège de Philippsburg[6]
  - 1691 : siège de Montmélian[7]
  - 1693 : défense de Pignerol et bataille de La Marsaille[8]
- Guerre de Succession d'Espagne : 
  - 1701 : bataille de Chiari[9]
  - 1702 : batailles de Crémone et de Luzzara[10]
  - 1703-1706 : opérations en Languedoc contre les Camisards[11]
  - 1706 : défaite de Turin, les 320 hommes rescapés se replient en Provence[11]
  - 1707 : défense de Toulon puis transfert à l'armée du Rhin[11]
  - 1713 : sièges de Landau et de Fribourg[11]
- Guerre de Succession de Pologne
  - 1733 : prise de Kehl[11]
  - 1734 : siège de Philippsbourg[11]
  - 1735 : bataille de Clausen[12]
- Guerre de Succession d'Autriche :
  - 1742 : campagne de Bohême et secours de Braunau[12]
  - 1743 : secours d'Egra et retour sur le Rhin[13]
  - 1745 : siège de Fribourg[14]
  - 1747 : campagne des Pays-Bas[15]
  - 1748 : siège de Maastricht[16]
- Guerre de Sept Ans :
  - 1759 : bataille de Minden[17]
  - 1760 : bataille de Warburg[18]
  - 1761 : bataille de Villinghausen[19]
  - 1762-1763 : service aux colonies à Saint-Domingue[19]
- 1764-1770 : conquête de la Corse[19]
- Guerre d'indépendance américaine :
  - 1779 : un détachement envoyé à Dunkerque participe à un combat de frégates en mer du Nord[20]
  - 1780-1783 : le régiment est envoyé en renfort au corps expéditionnaire français en Amérique mais, après plusieurs contrordres et déplacements maritimes en France et en Espagne, n'arrive en Amérique que quand la guerre est à peu près terminée[20]

Lors de la réorganisation des corps d'infanterie français de 1762, le régiment conserve ses deux bataillons et est affecté au service de la Marine et des Colonies et à la garde des ports dans le royaume. L'ordonnance arrête également l'habillement et l'équipement du régiment comme suit. Habit, parements, collet, veste et culotte blancs, revers verts, pattes ordinaires garnies de  trois boutons, autant sur le parement, quatre au revers et quatre au-dessous : boutons jaunes et plats, avec le no 42. Chapeau bordé d'or.
Le 58e régiment d’infanterie de ligne a fait les campagnes de 1792 à 1794 à l’armée de la Moselle.

### Quartiers
- citadelle de Calais[2]

## Personnalité
- Mathieu Monteil alors soldat